# 小鹿村 (鳥取県)
小鹿村（おしかそん）は、鳥取県東伯郡にあった村。現在の東伯郡三朝町の一部にあたる。

## 地理
小鹿川の流域に位置していた。

## 歴史
- 1889年（明治22年）10月1日、町村制の施行により、河村郡吉田村、西尾村、高橋村、西小鹿村、東小鹿村が合併して村制施行し、小鹿村が発足[1][2]。旧村名を継承した吉田村、西尾村、高橋村、西小鹿村、東小鹿村の5大字を編成[2]。河村郡神中村と組合村を結成し、組合村役場を大字高橋村に設置[2]。
- 1896年（明治29年）4月1日、郡の統合により東伯郡に所属[2]。
- 1914年（大正3年）11月1日、「小鹿村大字○○村」から大字の「村」を削除し、「小鹿村大字○○」と改称[3]。
- 1917年（大正6年）11月1日、東伯郡神中村と合併し小鹿村が存続[1][2]。継承した神倉・中津の2大字を加えて7大字を編成[2]。
- 1953年（昭和28年）11月1日、東伯郡三朝村、三徳村、旭村、竹田村と合併し、町制施行し三朝町を新設して廃止[1][2]。合併後、三朝町大字吉田・西尾・高橋・西小鹿・東小鹿・神倉・中津となる[2]。

## 産業
- 農業[4]、林業[5]
- 産物：米[4]、薪炭[4]、1920年（大正9年）大字吉田に二十世紀梨の栽培を導入[2]。

## 教育
- 1874年（明治7年）高橋学校開校[4]。1878年（明治11年）東小鹿小学校が開校し1883年（明治16年）東小鹿簡易小学校に改称[6]。1893年（明治26年）2校を統合し大字東小鹿村に小鹿尋常小学校を設立[2][6]。1908年（明治41年）小鹿尋常高等小学校に改称[2]。1910年（明治43年）校舎焼失[2]。1941年（昭和16年）校舎焼失[2]。同年小鹿国民学校となり、1947年（昭和22年）小鹿小学校に改称[2]。
- 1950年（昭和25年）小鹿小学校に隣接して三朝村・三徳村との3か村組合立三朝中学校を開校[2]。（現三朝町立三朝中学校）